# HD 134064
HD 134064は、うしかい座の方角に約235光年の距離にある連星系である。

## 伴星

### HD 134064 B
1910年、エイトケンが、HD 134064は二重星であることを発見した。1940年代には、エッゲンによってかなりの精度で軌道要素が推定され、連星であることが定説となった。HD 134064までの距離と、主星と伴星の離角約0.1秒から、主星と伴星の実際の距離はおよそ7AUと考えられる。

### HD 134064 C
更に、HD 134064から約110秒離れた位置にある"2MASS J15071551+1827568"の固有運動を調べたところ、HD 134064とほぼ同じであり、これもHD 134064の伴星であると考えられるようになった。
主星と伴星の間は、およそ8,000AU離れている。